# Platytainia moorei
Platytainia moorei är en tvåvingeart som beskrevs av Barraclough 1992. Platytainia moorei ingår i släktet Platytainia och familjen parasitflugor. Inga underarter finns listade i Catalogue of Life.